# Tomoyasu Hotei
Tomoyasu Hotei (布袋寅泰, Hotei Tomoyasu, Takasaki, Gunma; 1 de febrer de 1962) és un músic, guitarrista i actor japonès.

## Biografia
Va començar tocant la guitarra en l'institut. Va quedar finalista en una competició escolar amb la seva banda 'Blue Film'. Va ser expulsat poc abans de la seva graduació per respondre, davant un advertiment per portar els cabells llargs, que Jesús també el portava. Va viatjar a Tòquio on va rebre una trucada de Himuro. No es coneixien però van acudir a audicions per a una nova banda que en 1981 seria Boøwy, de sis membres. La banda va obtenir bastant èxit al Japó i el 1986 va aconseguir el seu primer milió en vendes amb Beat Emotion.
Després de la ruptura de la banda en 1988, Hotei es va establir com a estrella en solitari igual que el cantant de Boøwy Kyosuke Himuro. Hotei va fer dos àlbums amb Koji Kikkawa com Complex, els dos van arribar a número u en les llistes nacionals. Hotei grava amb freqüència a l'estranger i ha col·laborat amb molts músics estrangers com David Bowie al Nippon Budōkan el 1996 i Michael Kamen en la cerimònia de clausura dels Jocs Olímpics d’Atlanta de 1996.
El 1999 va treballar com a actor i compositor a Samurai Fiction, que li va valdre el premi a la millor banda sonora al XXXII Festival Internacional de Cinema Fantàstic de Catalunya.
Després Hotei va gravar 'Concert de guitarra' amb Kamen. També va treballar amb Andy Mackay de Roxy Music, amb el guitarrista Chris Spedding i amb Mike Edwards de Jesus Jones. Toca a vegades a Europa incloent entre les seves actuacions festivals de primer ordre. El seu bateria habitual durant els últims anys, Zachary Alford, ha treballat prèviament amb Bruce Springsteen i David Bowie. El seu àlbum 'Supersonic Generation' de 1998, gravat en part amb Apollo 440 i Ofra Haza, es va publicar en 14 països europeus.
A més de publicar molts àlbums best-seller, Hotei protagonitza i ha compost i interpretat la banda musical de Samurai Fiction, de Hiroyuki Nakano. Va compondre la banda sonora de Por i fàstic a Las Vegas de Terry Gilliam al costat de Ray Cooper. És famós el seu tema Battle without Honor or Humanity que va ser usada per Quentin Tarantino en la seva pel·lícula Kill Bill, en el joc Dance Dance Revolution Supernova de la PlayStation 2 i en la pel·lícula de Michael Bay Transformers.
Hotei va gravar una versió del 'Happy Xmas (War Is Over)' de John Lennon per a Merry Axemas, un àlbum nadalenc instrumental de guitarres amb temes de Jeff Beck, Joe Perry i Steve Vai.
També va participar en l'àlbum Worlds Collide (d’Apocalyptica) amb el tema 'Grace' en el 2007
Hotei s'ha aventurat en el món del videojoc amb la seva cançó 'Thrill', que apareix en el joc de Nintendo DS 'Osu! Tatakae! Ouendan' al qual va seguir la seqüela 'Moero! Nekketsu Rhythm Damashii' en la qual interpreta una altra de les seves cançons: 'Bambina'.
Tomoyasu Hotei està casat amb la també actriu i cantant Miki Imai.

## Discografia

### Senzills
- "Deja-vu" (12 de desembre, 1990)
- "Beat Emotion" (29 de juny, 1991)
- "You" (4 de desembre, 1991)
- "Lonely Wild" (22 de julioll, 1992)
- "Saraba Seishun no Hikari" (さらば青春の光, 28 de juliol, 1993)
- "Surrender" (サレンダー, 30 de març, 1994)
- "Bara to Ame" (薔薇と雨, 14 de desembre, 1994)
- "Poison" (25 de juny, 1995)
- "Thrill" (スリル, 18 d'octubre, 1995
- "Last Scene" (ラストシーン, 24 de gener, 1996)
- "Inochi wa Moyashitsukusu tame no Mono" (命は燃やしつくすためのもの 24 de maig, 1996)
- "Circus" (23 d'octubre, 1996)
- "Change Yourself!" (1 d'agost, 1997)
- "Thank You & Good Bye" (28 de gener, 1998)
- "Bambina" (バンビーナ, 16 d'abril, 1999)
- "Nobody Is Perfect" (12 de maig, 1999)
- "Vampire" (30 d'agost, 2000)
- "Love Junkie" (25 d'octubre, 2000)
- "Born to be Free" (1 de gener, 2001)
- "Russian Roulette" (6 de febrer, 2002)
- "Destiny Rose" (17 d'octubre, 2002)
- "Nocturne No.9" (27 d'agost, 2003)
- "Another Battle" (アナザー・バトル, 30 de juny, 2004)
- "Identity" (23 de febrer, 2005)
- "Liberty Wings" (27 d'abril, 2005)
- "Battle Funktastic" (25 de gener, 2006)

en col·laboració amb Rip Slyme.
- "Back Streets of Tokyo" (23 d'agost, 2006)

en col·laboració amb Brian Setzer.
- "Stereocaster" (ステレオキャスター, 8 de novembre, 2006)

en col·laboració amb Char.

### Àlbums
- Guitarhythm (5 d'octubre, 1988)
- Guitarhythm II (27 de setembre, 1991)
- Guitarhythm III (23 de setembre, 1992)
- Guitarhythm IV (1 de juny, 1994)
- King & Queen (28 de febrer, 1996)
- Supersonic Generation (29 d'abril, 1998)
- fetish (29 de noviembre, 2000)
- Scorpio Rising (6 de març, 2002)
- Doberman (26 de setembre, 2003)
- Monster Drive (15 de juny, 2005)
- Monster Drive Party!!! (13 de setembre, 2005)
- Soul Sessions (2006)
- Ambivalent (24 d'octubre, 2007)
- Guitarhythm V (18 de febrer, 2009)

### Compilacions
- Greatest Hits 1990 - 1999 (23 de juny, 1999)
- Electric Samurai (30 de març, 2004)
- All Time Super Best (7 de desembre, 2005)

### Àlbums en directe
- Guitarhythm activ tour 91-92 (1992)
- Guitarhythm wild (1993)
- Space cowboy show (1997)
- Tonight I'm Yours (1992)
- Guitarhythm wild (1993)
- Space cowboy show (1997)
- Rock The Future Tour 2000-2001 (2001)
- Live in Budokan (2002)
- Monster drive party!!! (2005)
- Mtv unplugged (2007)

### DVD
- Guitarhythm (1989)
- Guitarhythm active tour '91-'92 (1992)
- Guitarhythm wild (1993)
- Serious clips (1994)
- Guitarhythm serious climax (1995)
- Cyber city never sleep (1996)
- H (1996)
- Space cowboy show (1997)
- Ssg live rock the future (1998)
- Greatest video 1994-1999 (1999)
- Tonight i'm yours (2000)
- Rock the future 2000-2001 (2001)
- Hotei jukebox (2001)
- Live in budokan (2003)
- Doberman dvd (2003)
- The live doberman (2004)
- Top runner (2005)
- Monster drive party!!! (2005)
- All time super clips (2006)
- All time super best tour (2006)
- Hotei presents "super soul sessions"BRIAN SETZER vs HOTEI vs CHAR" (2007)
- Mtv unplgged (2006)
- Hotei and The wanderers funky punky tour2007-2008 (2008)
- Guitarhythm V tour ((2009)
- HOTEI+TODAIJI SPECIAL LIVE -Fly into your dream- (2009)

## Videografía
- Aka Kage com Rannosuke Kazamatsuri (風祭龍之介) 2001, Hiroyuki Nakano
- Samurai Fiction ~SF episode 1~ como Rannosuke Kazamatsuri (風祭龍之介) 1998, Hiroyuki Nakano